# Toàn dụng lao động
Toàn dụng lao động (hay Toàn dụng nhân công) là trạng thái của nền kinh tế mà tất cả mọi người thuộc lực lượng lao động (trong độ tuổi lao động, có khả năng lao động, có nhu cầu làm việc với mức lương hiện hành trên thị trường lao động) đều có việc làm. Nền kinh tế chỉ tồn tại thất nghiệp tự nhiên. Chỉ có những người không chấp nhận làm việc ở mức lương chung của thị trường mới không có việc làm.
Ở trạng thái toàn dụng lao động, nguồn nhân lực trong nền kinh tế được sử dụng đạt hiệu quả tối ưu.